# کینگستون (نوادا)
کینگستون، نوادا (به انگلیسی: Kingston, Nevada) یک سکونتگاه مسکونی در ایالات متحده آمریکا است که در نوادا واقع شده‌است.

## خصوصیات
کینگستون ۱۰٫۵ کیلومترمربع مساحت و ۱۱۳ نفر جمعیت دارد و ۱٬۸۷۱٫۴۹ متر بالاتر از سطح دریا واقع شده‌است.